# Getting Closer
Getting Closer (englisch für „näher rücken“) ist ein Lied der britischen Musikgruppe Wings, das 1979 als Single A-Seite veröffentlicht wurde. Es war die 21. Single der Wings in Deutschland und in Großbritannien die 22. Komponiert wurde es von Paul McCartney.

## Hintergrund

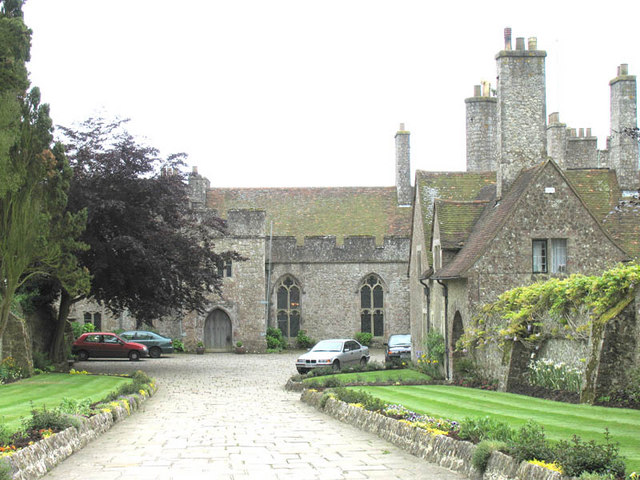
Lympne Castle

Paul McCartney schrieb eine Rohfassung von Getting Closer 1973/74 und nahm in 1974 auch ein Klavierdemo auf.
McCartney sagte über die Entstehung des Liedes: „Einen Song wie diesen könnte man sich wie eine Collage vorstellen. Ich stellte Dinge zusammen, die ich gesehen oder gehört hatte, und es gab sie schon ein paar Jahre, bevor wir sie aufnahmen. Wissen Sie, nicht alles muss einen Sinn haben. Ein Song ist eine Art Konstruktionsarbeit, also habe ich mein übliches Ding gemacht, einfach alles zusammenzubauen und irgendwohin zu bringen.“
Ursprünglich war es als Duett zwischen McCartney und Denny Laine gedacht, aber die Idee wurde verworfen, eine Demoaufnahme der Wings mit McCartney und Laine als Sänger wurde aber eingespielt. In dem 2021er Buch The Lyrics: 1956 To The Present erinnert sich McCartney, dass Wings zunächst in Lympne Castle an dem Song arbeiteten, obwohl die endgültige Version dann in den Abbey Road Studios aufgenommen wurde.
Getting Closer erschien im Juni 1979 und war in Deutschland und den USA die erste Singleauskopplung aus dem Album Back to the Egg, in Großbritannien erschien Getting Closer als Doppel-A-Seite mit Baby’s Request im August, die erste Singleauskopplung in Großbritannien war Old Siam, Sir.
Die Single erreichte Platz 60 in Großbritannien und in den USA Platz 20 in den jeweiligen Charts. In Deutschland konnte sich die Single sich nicht platzieren. In den Niederlanden erreicht die Single Platz 29.
Für Getting Closer wurde am 29. Mai 1979 im Lympme Castle ein Musikvideo gedreht, Regisseur war Keith McMillan. Wings spielten Getting Closer live während ihrer UK-Tournee 1979.

## Aufnahme
Die Aufnahmen von Getting Closer wurden von den Wings am 16. und 17. Oktober 1978 in den Londoner Abbey Road Studios eingespielt. Paul McCartney und Chris Thomas waren die Produzenten, Phil McDonald und Mark Vigars waren die Toningenieure der Aufnahmen. Overdubs wurden im März 1979, ebenfalls in den Abbey Road Studios, eingespielt.
Besetzung:
- Paul McCartney: Gesang, Bassgitarre, Mellotron
- Linda McCartney: Keyboard, Hintergrundgesang
- Denny Laine: E-Gitarre, Hintergrundgesang
- Laurence Juber: E-Gitarre
- Steve Holley: Schlagzeug

## Coverversionen
Es gibt drei Coverversionen von Getting Closer.

## Veröffentlichung
- Im Juli 1979 erschien in Deutschland (USA: 4. Juni 1979) die Single Getting Closer / Spin It On.[7][8] Die Promotionsingle[9] wurde in den USA wie folgt veröffentlicht: auf der A-Seite befindet sich die Monoversion und auf der B-Seite die Stereoversion des von Paul McCartney komponierten Liedes der A-Seite der Kaufsingle.
- Am 8. Juni 1979 erschien in Großbritannien (USA: 11. Juni) das Album Back to the Egg auf dem sich Getting Closer befindet.
- In Großbritannien wurde am 10. August 1979 die Doppel-A-Seiten-Single Getting Closer / Baby’s Request[10] veröffentlicht.
- Im Dezember 1980 erschien in den USA die Single Goodnight Tonight / Getting Closer von Columbia Records als Wiederveröffentlichung.[11]
- Am 2. Dezember 2022 wurde die Singlebox The 7″ Singles Box veröffentlicht, die auch Getting Closer enthält.